# Fjodor Usjakov
Fjodor Fjodorovitj Usjakov (russisk: Фёдор Фёдорович Ушако́в; født 24. februar 1745 (13. februar efter den julianske kalender), død 14 oktober 1817 (2. oktober (juliansk kalender)) en russisk flådekommandør og admiral i 1700-tallet. Han er berømmet for aldrig at have tabt et søslag og aldrig at have mistet et skib.

## Liv og karriere i flåden
Usjakov blev født i landsbyen Burnakovo Jaroslavl oblast i en lavadelig familie. Han meldte sig til tjeneste i Den kejserlige russiske flåde i Sankt Petersborg og gjorde i begyndelsen tjeneste i Østersøen. Han blev i 1768 overført til Don Flotillen i Taganrog i Azovhavet og deltog i Den russisk-tyrkiske krig (1768-1774). Han havde kommandoen over Katarina den Stores private yacht og var aktiv i Middelhavet som beskytter af russiske handelsskibe under Det første væbnede neutralitetsforbund.
Efter Rusland erobrede Krim-khanatet i 1783, førte Usjakov personligt tilsyn med opførelsen af en flådebase i Sevastopol og opførelsen af dokker i Kherson. Under Den russisk-tyrkiske krig (1787-1792) besejrede han osmannerne ved slagene ved Fidonisi (1788), Kertjstrædet (1790), Tendra (1790) og Kap Kaliakra (1791).
Usjhakov blev i 1798 forfremmet til admiral og givet kommando over en eskadre, der sejlede til Middelhavet via Konstantinopel, hvor styrken sluttede sig en en osmannisk flådestyrke. Den kombinerede styrke var en del af Den anden koalition mod den franske republik. Flådestyrken erobrede De Joniske Øer, som Frankrig året forinden havde overtaget fra Republikken Venedig. Flådestyrken indtog herefter Korfu (også overtaget af Frankrig fra Venedig), hvilket ledte til dannelsen af Septinsularrepublikken. Usjhakovs eskadre blokerede herefter franske flådebaser i Italien, blandt andet i Genova og Ancona og foretog angreb på Napoli og Rom.
Zar Paul 1. anmodede herefter Usjakov om at fortsætte til Malta, hvor en britisk flådestyrke under Horatio Nelson deltog i en belejring af øen. Efter at have sluttet sig til koalitionens flådestyrke omkring Malta blev Usjakov og hans eskadre imidlertid i 1800 kaldt tilbage til Rusland. Usjakovs nye idéer om krigsførelse til søs mødte modstand flere steder i flåden i i hoffet, og Ruslands nye zar, Aleksandr 1., anså ikke Usjakov som egnet leder. Usjakov fik i 1802 kommandoen over galejerne i Østersøflåden, hvilket var en voldsom degradering, da galejerne på dette tidspunkt havde udspillet deres militære rolle. Han blev presset til at opsige sin tjeneste som kommandør i 1807 og trak sig tilbage til Sanaksarklosteret i Mordovija i Rusland. Han blev anmodet om at overtage kommandoen over en lokal milits under Napoleons felttog i Rusland i 1812, men afslog.
Under de 43 søslag, hvor Usjakov havde kommandoen, mistede han aldrig et skib og led aldrig nederlag.

## Taktik
Usjakovs taktik gjorde sig bl.a. bemærket ved, at han koncentrerede sin indsats om fjendens flagskibe kombineret med brug af koncentreret artilleri efter sigte og manøvrering af enhederne samt at forfølge fjenden til endelig nedkæmpelse. Usjakov brød med den hidtidige taktik om at placere skibene på en slaglinje overfor fjendens slaglinje. Udover de nyskabende maritime taktikker indså Usjhakov også betydningen af koordination mellem land- og søstyrker, herunder behovet for marineinfanteri. Usjakov fulgte den russiske generalissimo Suvorovs principper om uddannelse af sømænd og officerer.

## Eftermæle og helgenkåring
Flere russiske krigsskibe er opkaldt efter Admiral Usjakov.
Den 3. marts 1944 vedtog præsidiet i den Øverste Sovjet at indstifte Usjhakovordenen til flådeofficerer, der havde udmærket sig ved sejr over en numerisk overlegen fjende. Den orden er overtaget af Den Russiske Føderation. Usjhakovmedaljen gives til menige, der i tjeneste på havet har risikeret deres liv for at have forsvaret Sovjetunionen eller Rusland. Medaljen blev i 2014 givet til 19 overlevende sømænd, der gjorde tjeneste under konvojerne i Arktis under 2. verdenskrig.
Det baltiske flådeinstitut i Kaliningrad er opkaldt efter Usjakov. Småplaneten 3010 Usjakov, opdaget af den sovjetiske astronom Ljudmila Tjernykh i 1978, er ligeledes opkaldt efter ham.
Den russisk-ortodokse kirke helgenkårede den 7. august 2001 Usjakov og erklærede ham skytshelgen for Ruslands flåde. Hans jordiske rester befinder som som relikvier i Sanaksarklosteret i Temnikov i den russiske republik Mordovija. Den øverste patriark i den russisk-ortodokse kirke Aleksij 2. erklærede i 2005 Usjakov for skytshelgen for Ruslands atombevæbnede strategiske bombefly.
Den sovjetiske filminstruktør Mikhail Romm indspillede i 1953 den historiske film Admiral Usjakov, der opnåede stor popularitet i Sovjetunionen.